# René Bader
René Bader, né le 7 août 1922 à Bâle (Suisse) où il est mort le 1er janvier 1995, était un footballeur international suisse qui évoluait au poste d'attaquant.

## Biographie
En tant qu'attaquant, il fut international suisse à 22 reprises (1946-1953). Avec la Suisse, il participa à la Coupe du monde de football 1950, au Brésil. Il participa aux trois matchs de la Suisse dans ce mondial (Mexique, Brésil et Yougoslavie). Il inscrit un but à la 10e minute lors du 3e match, contre le Mexique, permettant de gagner 2 buts à 1.
Il joua au FC Bâle de 1946 à 1953. En tant que joueur, il remporta la Coupe de Suisse de football en 1947, battant en finale le Lausanne-Sport (3-0). Durant la saison 1952-1953, il fut joueur-entraîneur et remporta le championnat de Suisse, ce qui constitue le premier titre national du FC Bâle. 
Il fut à deux reprises l'entraîneur du FC Bâle (1952-1955 en compagnie de Willy Dürr et 1958-1959).

## Clubs
En tant que joueur
- 1946-1953 :  FC Bâle

En tant qu'entraîneur
- 1952-1955 :  FC Bâle
- 1958-1959 :  FC Bâle

## Palmarès
Championnat de Suisse de football
- Champion en 1953 (premier titre de champion de Suisse pour le FC Bâle) en tant que joueur entraîneur
- Vice-champion en 1949 et en 1950

Coupe de Suisse de football
- Vainqueur en 1947